# Welcome (film, 2009)
Welcome je francouzský hraný film z roku 2009, který režíroval Philippe Lioret. Snímek měl světovou premiéru na Mezinárodním filmovém festivalu v Berlíně dne 7. února 2009.

## Děj
V Calais pobývá mladý kurdský migrant Bilal z Iráku. Žije bez dokladů a plánuje odjet do Anglie, aby tam vyhledal svou přítelkyni Mînu a stal se profesionálním fotbalistou, pokud možno ve svém oblíbeném týmu Manchester United. Domluví se tedy s pašerákem a spolu s dalšími migranty se ukryje v kamionu. Jsou však odhaleni. Bilal se pak rozhodne, že půjde na lekce plavání a přeplave kanál La Manche. Jde na obecní koupaliště, kde se seznámí se Simonem, bývalým francouzským mistrem v plavání, který zde dělá plavčíka. Simon právě prožívá těžké období svého života - rozvádí se s Marion, která také pracuje ve sdružení pomáhajícím migrantům bez dokumentů.

## Obsazení
| Vincent Lindon         | Simon Calmat                   |
| Firat Ayverdi          | Bilal Kayani                   |
| Audrey Dana            | Marion                         |
| Olivier Rabourdin      | poručík policie                |
| Derya Ayverdi          | Mîna                           |
| Yannick Renier         | Alain                          |
| Mouafaq Rushdie        | otec Mîny                      |
| Behi Djanati Atai      | matka Mîny                     |
| Patrick Ligardes       | soused                         |
| Thierry Godard         | Bruno                          |
| Fırat Çelik            | Koban                          |
| Selim Akgül            | Zoran                          |
| Jean-Paul Comart       | hlídač                         |
| Jean-Pol Brissart      | soudce                         |
| Blandine Pélissier     | soudkyně                       |
| Éric Herson-Macarel    | policista v uprchlickém centru |
| Gilles Masson          | hlídač v uprchlickém centru    |
| Emmanuel Courcol       | ředitel supermarketu           |
| Jean-François Fagour   | ostraha v supermarketu         |
| Jean-Christophe Voiron | řidič českého kamionu          |
| Murat Subasi           | bratr Mîny                     |

### Ocenění
- Berlínský filmový festival: Europa Cinemas Label a Cena Panorama ekumenické poroty
- Mezinárodní filmový festival Durban: nejlepší režie (Philippe Lioret) a nejlepší herec (Firat Ayverdi)
- Mezinárodní filmový festival Gijon: nejlepší scénář a Zvláštní cena mladé poroty
- Turínský filmový festival: Cena Maurizia Collina
- Varšavský filmový festival: Cena diváků
- Indianapolis Heartland Film Festival: Velká cena dramatického filmu
- Cena Evropského parlamentu LUX
- Cena asociace filmových novinářů Indiany: 2. místo mezi cizojazyčnými filmy
- Cena Lumière: nejlepší film
- Mezinárodní filmový festival v Sofii: Stříbrný racek
- Cena Národního syndikátu italských filmových novinářů: Evropská stříbrná stuha pro Vincenta Lindona
- César: nominace v kategoriích nejlepší film, nejlepší režie (Philippe Lioret), nejlepší původní scénář (Philippe Lioret, Emmanuel Courcol a Olivier Adam), nejlepší herec (Vincent Lindon), nejlepší herečka ve vedlejší roli (Audrey Dana), nejslibnější herec (Firat Ayverdi), nejlepší filmová hudba (Nicola Piovani), nejlepší kamera (Laurent Dailland), nejlepší střih (Andrea Sedláčková), nejlepší zvuk (Pierre Mertens, Laurent Quaglio a Éric Tisserand)
- David di Donatello: nominace na nejlepší evropský film
- Křišťálový glóbus: nominace na nejlepší film a nejlepšího herce (Vincent Lindon)
- Cena Národního syndikátu italských filmových novinářů: nominace na Stříbrnou stuhu pro nejlepšího evropského režiséra (Philippe Lioret)